# 1995 QK
1995 QK är en asteroid i huvudbältet som upptäcktes den 19 augusti 1995 av den brittiske astronomen Stephen P. Laurie i Church Stretton.